# World Taekwondo Grand Prix 2017
L'edizione del World Taekwondo Grand Prix 2017 si è composta di quattro tappe, concludendosi il 3 dicembre dello stesso anno. 

## Calendario
| Tappa    | Data            | Location | Note  |
| -------- | --------------- | -------- | ----- |
| Series 1 | 4–6 agosto      | Mosca    | [ 1 ] |
| Series 2 | 22–24 settembre | Rabat    | [ 2 ] |
| Series 3 | 20–22 ottobre   | Londra   | [ 3 ] |
| Finale   | 2–3 dicembre    | Abidjan  | [ 4 ] |

## Vincitori

### Uomini

#### 58kg
| Competizioni | Oro               | Argento                | Bronzo                           |
| ------------ | ----------------- | ---------------------- | -------------------------------- |
| Mosca        | Kim Tae-hun       | Ramnarong Sawekwiharee | Mohammad Kazemi Jesús Tortosa    |
| Rabat        | Kim Tae-hun       | Carlos Navarro         | Jesús Tortosa Farzan Ashourzadeh |
| Londra       | Mikhail Artamonov | Armin Hadipour         | Jesús Tortosa Tawin Hanprab      |
| Abidjan      | Kim Tae-hun       | Farzan Ashourzadeh     | Jesús Tortosa                    |

#### 68kg
| Competizioni | Oro             | Argento           | Bronzo                            |
| ------------ | --------------- | ----------------- | --------------------------------- |
| Mosca        | Lee Dae-hoon    | Aleksey Denisenko | Ahmad Abughaush Christian McNeish |
| Rabat        | Lee Dae-hoon    | Huang Yu-jen      | Javier Pérez Saúl Gutiérrez       |
| Londra       | Ahmad Abughaush | Bradly Sinden     | Aleksey Denisenko Joel González   |
| Abidjan      | Lee Dae-hoon    | Aleksey Denisenko | Huang Yu-jen                      |

#### 80kg
| Competizioni | Oro                 | Argento          | Bronzo                      |
| ------------ | ------------------- | ---------------- | --------------------------- |
| Mosca        | Anton Kotkov        | Aaron Cook       | Cheick Sallah Cissé Kim Hun |
| Rabat        | Cheick Sallah Cissé | Seif Eissa       | Milad Beigi René Lizárraga  |
| Londra       | Cheick Sallah Cissé | Maksim Khramtsov | Aaron Cook Raúl Martínez    |
| Abidjan      | Cheick Sallah Cissé | Maksim Khramtsov | Nikita Rafalovich           |

#### +80kg
| Competizioni | Oro             | Argento         | Bronzo                       |
| ------------ | --------------- | --------------- | ---------------------------- |
| Mosca        | Roman Kuznetsov | In Kyo-don      | Yury Kirichenko Vedran Golec |
| Rabat        | Mahama Cho      | Roman Kuznetsov | In Kyo-don Ivan Trajkovič    |
| Londra       | In Kyo-don      | Rafail Aiukaev  | Mahama Cho Sajjad Mardani    |
| Abidjan      | Vladislav Larin | In Kyo-don      | Abdoul Razak Issoufou        |

### Donne

#### 49kg
| Competizioni | Oro                    | Argento              | Bronzo                             |
| ------------ | ---------------------- | -------------------- | ---------------------------------- |
| Mosca        | Panipak Wongpattanakit | Kim So-hui           | Camila Rodríguez Tijana Bogdanović |
| Rabat        | Kim So-hui             | Trương Thị Kim Tuyến | Sim Jae-young Rukiye Yıldırım      |
| Londra       | Panipak Wongpattanakit | Tijana Bogdanović    | Iris Sing Rukiye Yıldırım          |
| Abidjan      | Panipak Wongpattanakit | Kim So-hui           | Trương Thị Kim Tuyến               |

#### 57kg
| Competizioni | Oro                | Argento     | Bronzo                                 |
| ------------ | ------------------ | ----------- | -------------------------------------- |
| Mosca        | Lee Ah-reum        | Kim So-hee  | Carolena Carstens Raheleh Asemani      |
| Rabat        | Hatice Kübra İlgün | Jade Jones  | Lee Ah-reum Marija Štetić              |
| Londra       | Jade Jones         | Lee Ah-reum | Tatiana Kudashova Patrycja Adamkiewicz |
| Abidjan      | Jade Jones         | Marta Calvo | Tatiana Kudashova                      |

#### 67kg
| Competizioni | Oro             | Argento     | Bronzo                      |
| ------------ | --------------- | ----------- | --------------------------- |
| Mosca        | Ruth Gbagbi     | Nur Tatar   | Oh Hye-ri Paige McPherson   |
| Rabat        | Nur Tatar       | Oh Hye-ri   | Ruth Gbagbi İrem Yaman      |
| Londra       | Lauren Williams | Ruth Gbagbi | Paige McPherson Matea Jelić |
| Abidjan      | Guo Yunfei      | Oh Hye-ri   | Ruth Gbagbi                 |

#### +67kg
| Competizioni | Oro            | Argento              | Bronzo                     |
| ------------ | -------------- | -------------------- | -------------------------- |
| Mosca        | Bianca Walkden | Kim Bich-na          | Olga Ivanova Lee Da-bin    |
| Rabat        | Bianca Walkden | Milica Mandić        | An Sae-bom Zheng Shuyin    |
| Londra       | Bianca Walkden | Aleksandra Kowalczuk | Lee Da-bin Briseida Acosta |
| Abidjan      | Bianca Walkden | Lee Da-bin           | Zheng Shuyin               |

## Medagliere
| Posiz. | Nazione        | Oro | Argento | Bronzo | Totale |
| ------ | -------------- | --- | ------- | ------ | ------ |
| 1      | Corea del Sud  | 9   | 10      | 8      | 27     |
| 2      | Regno Unito    | 8   | 2       | 2      | 12     |
| 3      | Russia         | 4   | 6       | 5      | 15     |
| 4      | Costa d'Avorio | 4   | 1       | 3      | 8      |
| 5      | Thailandia     | 3   | 1       | 1      | 5      |
| 6      | Turchia        | 2   | 1       | 3      | 6      |
| 7      | Cina           | 1   | 0       | 2      | 3      |
| 8      | Giordania      | 1   | 0       | 1      | 2      |
| 9      | Iran           | 0   | 2       | 3      | 5      |
| 10     | Serbia         | 0   | 2       | 1      | 3      |
| 11     | Spagna         | 0   | 1       | 7      | 8      |
| 12     | Messico        | 0   | 1       | 3      | 4      |
| 13     | Taipei cinese  | 0   | 1       | 1      | 2      |
| 13     | Moldavia       | 0   | 1       | 1      | 2      |
| 13     | Polonia        | 0   | 1       | 1      | 2      |
| 13     | Vietnam        | 0   | 1       | 1      | 2      |
| 17     | Egitto         | 0   | 1       | 0      | 1      |
| 18     | Croazia        | 0   | 0       | 3      | 3      |
| 19     | Stati Uniti    | 0   | 0       | 2      | 2      |
| 20 \|  | Azerbaigian    | 0   | 0       | 1      | 1      |
| 20 \|  | Belgio         | 0   | 0       | 1      | 1      |
| 20 \|  | Brasile        | 0   | 0       | 1      | 1      |
| 20 \|  | Colombia       | 0   | 0       | 1      | 1      |
| 20 \|  | Niger          | 0   | 0       | 1      | 1      |
| 20 \|  | Panama         | 0   | 0       | 1      | 1      |
| 20 \|  | Slovenia       | 0   | 0       | 1      | 1      |
| 20 \|  | Uzbekistan     | 0   | 0       | 1      | 1      |
| Totale | Totale         | 32  | 32      | 56     | 120    |